# Onen Svět (Kovářov)
Onen Svět (německy Onen Swiet) je vesnice, část obce Kovářov v okrese Písek v Jihočeském kraji. Nachází se severně od Lašovic (500 metrů přímo, dva kilometry po silnici) a asi 6,5 kilometru od Kovářova. Onen Svět leží v katastrálním území Zahořany. Uprostřed vsi je dřevěná chata Onen svět z roku 1940, podle níž se dnes osada jmenuje. Vedle ní byla v roce 2001 postavena Langova rozhledna.
Další stejnojmenná osada Onen Svět se nachází i na druhé straně téhož hřebene Hrbů, na území obce Klučenice.

## Historie
Dřívější používaný název byl Onen svět nebo Onej svět. Bývalo zde několik stavení a kdysi zámeček, který však úplně zanikl. V 17. století pobývalo ve zdejším kraji mnoho evangelíků, kteří se mohli po vydání tolerančního patentu veřejně hlásit ke své víře. Podle tohoto zdroje je název Onen Svět odvozený od stejnojmenné samoty, kde se tajně kdysi ukrývali vyznavači protestantského hnutí.

## Obyvatelstvo
| Rok            | 1869 | 1880 | 1890 | 1900 | 1910 | 1921 | 1930 | 1950 | 1961 | 1970 | 1980 | 1991 | 2001 | 2011 | 2021 |
| -------------- | ---- | ---- | ---- | ---- | ---- | ---- | ---- | ---- | ---- | ---- | ---- | ---- | ---- | ---- | ---- |
| Počet obyvatel | 0    | 0    | 40   | 46   | 44   | 0    | 54   | 0    | 35   | 26   | 25   | 16   | 9    | 9    | 7    |
| Počet domů     | 0    | 0    | 7    | 9    | 8    | 9    | 9    | 0    | 8    | 7    | 8    | 8    | 10   | 8    | 8    |

## Obecní správa
Při sčítání lidu v letech 1961–1984 Onen Svět byl částí obce Zahořany v okrese Písek. Od 1. ledna 1985 je částí obce Kovářov v okrese Písek.

## Pamětihodnosti
- Langova rozhledna
- Turistická chata Onen svět byla postavena roce 1940 na hřebenu Hrbů. Největší zásluhy o výstavbu chaty Onen svět má bývalý zasloužilý místopředseda Klubu českých turistů Jaroslav Janák, který se narodil 10. prosince 1889 v nedalekém Kovářově a v Lašovicích trávil své mládí. Chatu projektoval pražský architekt a vlastní stavbu prováděla milevská stavební firma. Kromě správcovského bytu, formanky a jídelny zde bývaly dvě noclehárny, jedna pro muže a druhá pro ženy.[3]
- Kamenný kříž se nachází na křižovatce cest pod Langovou rozhlednou. Kříž je reliéfně zdobený na koncích ramen motivem kytiček, uprostřed je motiv srdce.

## Galerie

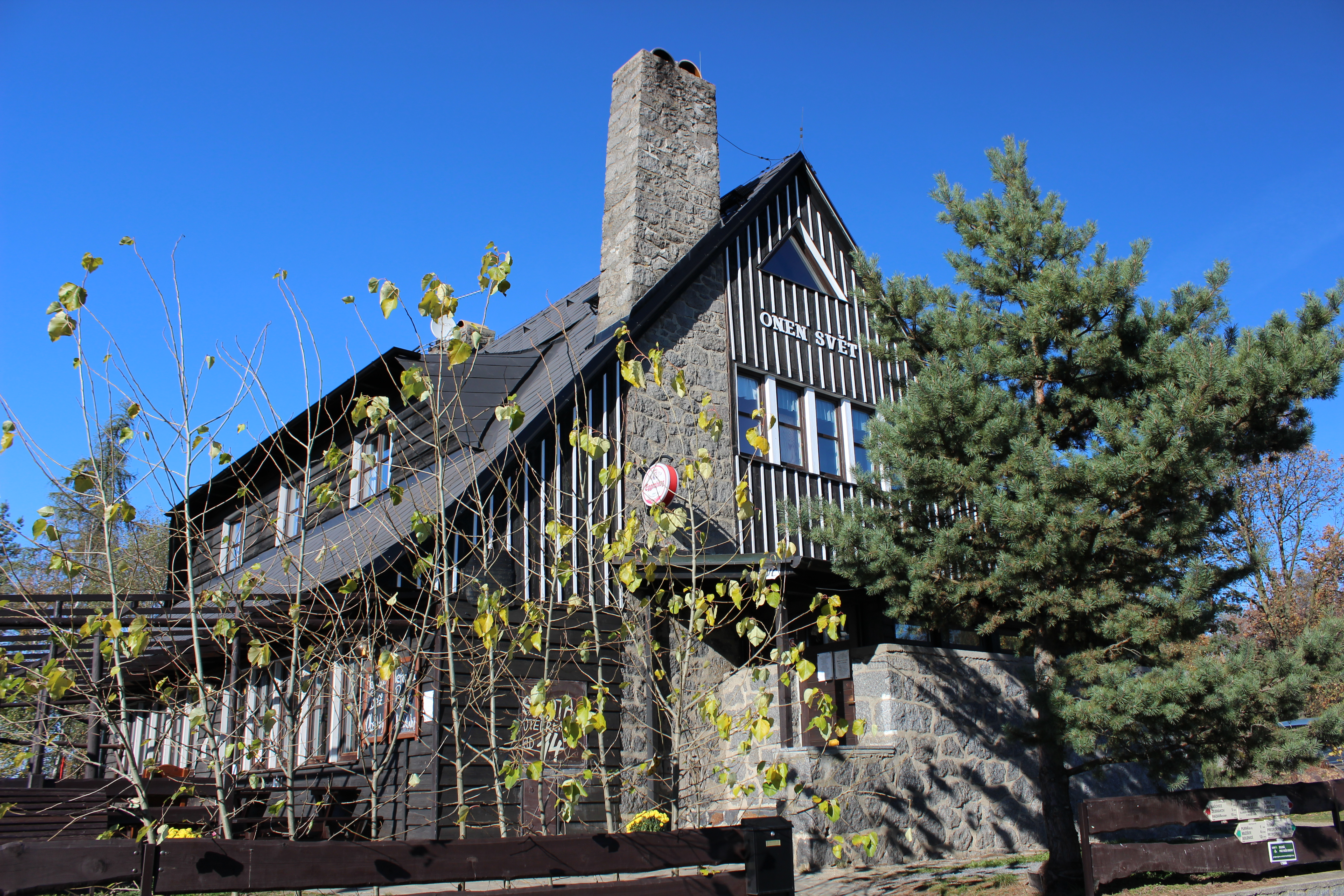
Chata Onen svět
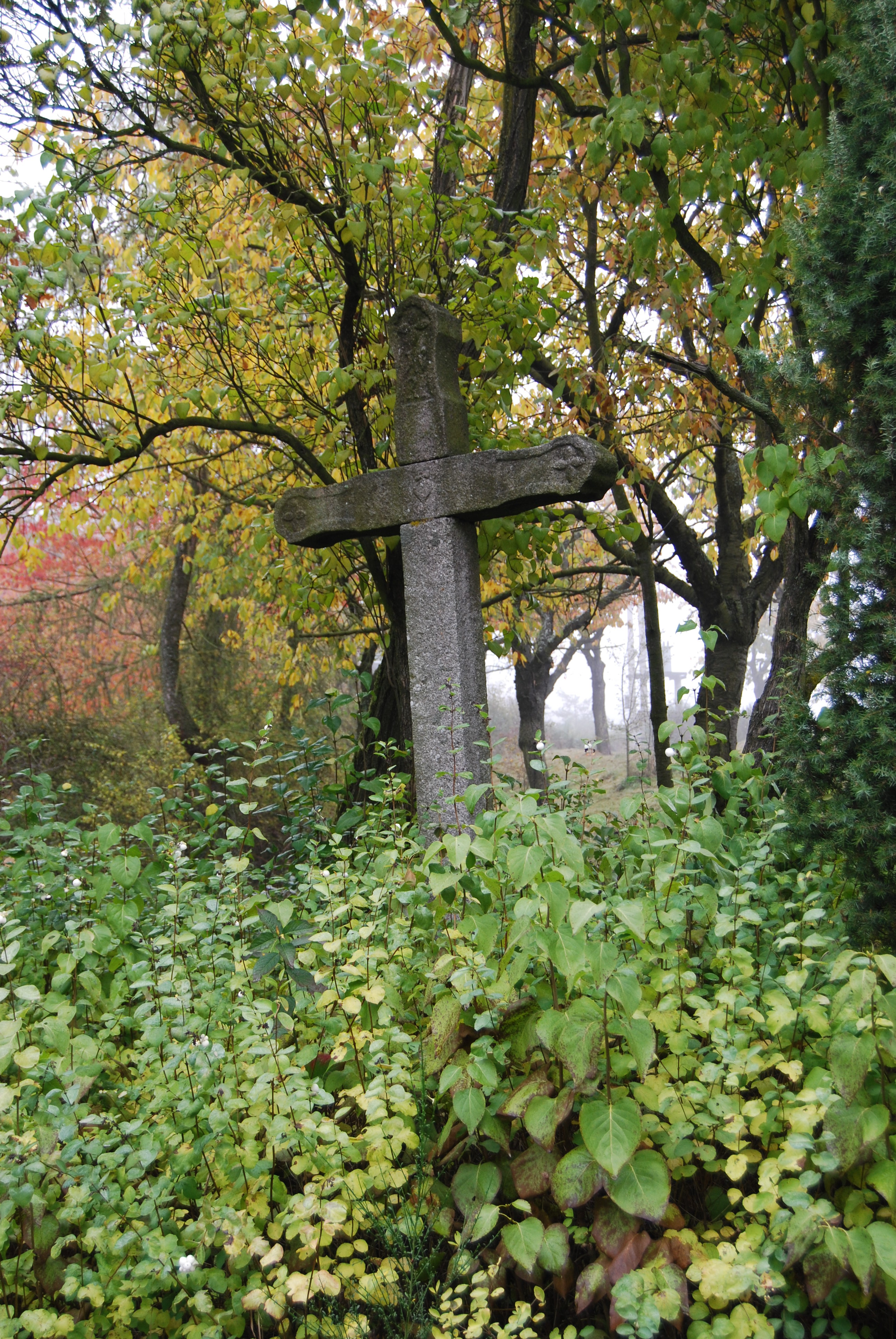
Kříž poblíž rozhledny
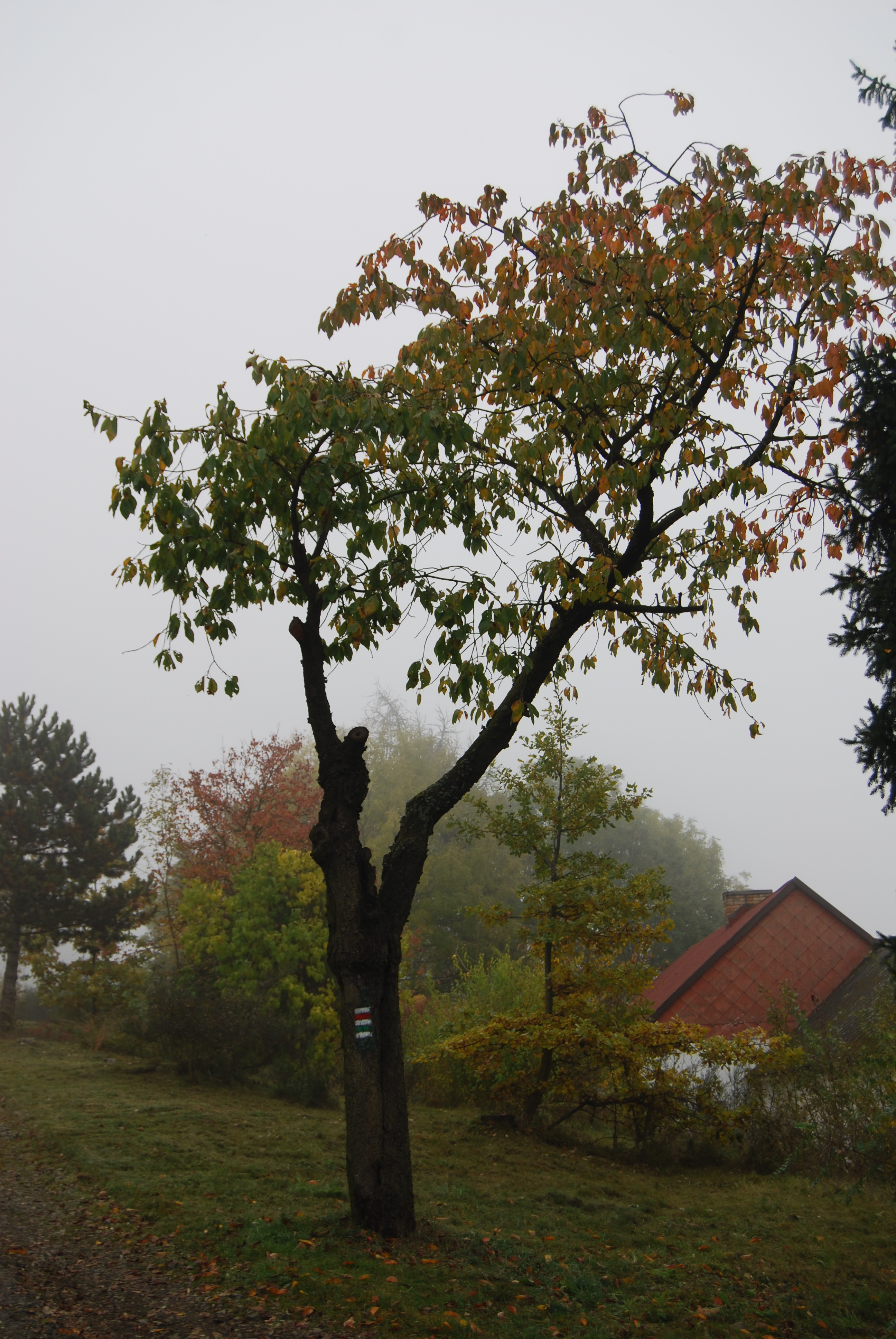
Pohled na okolí